# Razkrižje
Razkrižje (hrv. Raskrižje, mađ. Ráckanizsa) je naselje i središte istoimene općine u sjevernoj Sloveniji. Razkrižje se nalazi u pokrajini Štajerskoj na granici s Hrvatskom. Nekad je bilo dio Međimurja, ali je za vrijeme SFRJ administrativno prebačeno iz Hrvatske u Sloveniju.

## Stanovištvo
Prema popisu stanovništva iz 2002. godine Razkrižje je imalo 242 stanovnika.

## Vanjske poveznice
- Satelitska snimka naselja, plan naselja  Arhivirana inačica izvorne stranice od 29. srpnja 2017. (Wayback Machine)